# Stadtverkehr Tübingen

Historisches Logo Stadtverkehr Tübingen

Der Stadtverkehr Tübingen (SVT), auch TüBus GmbH ist Betreiber der Stadtbuslinien in Tübingen. Als Unternehmenssparte der Stadtwerke Tübingen GmbH (swt) zeichnet der SVT für den ÖPNV in Tübingen mit derzeit 35 Linien verantwortlich. Seit 2002 ist der SVT in den Verkehrsverbund Neckar-Alb-Donau (naldo) integriert. Seit dem 1. Januar 2011 erbringt der SVT über 50 (später auch mehr) Prozent der Fahrleistungen mit eigenen Bussen und Personal der sogenannten TÜ Bus GmbH, die übrigen Fahrleistungen werden wie in der Vergangenheit von verschiedenen Busunternehmen im Auftrag des SVT erbracht.

## Geschichte

### Vor 1945
Nachdem ab 1911 eine erste Buslinie Tübingen mit Stuttgart-Degerloch verband und ab 1912 Busse zwischen Tübingen und Nürtingen verkehrten, erhielt Tübingen 1927 erstmals eine Buslinie, die nur innerhalb der heutigen Stadtgrenzen verkehrte. Der Göppinger Unternehmer Robert Bauer erhielt die Konzession für eine Buslinie auf der Strecke Pfrondorf – Lustnau – Tübingen – Derendingen, die im Juli 1927 mit zwei Fahrzeugen den Betrieb aufnahm und noch im gleichen Jahr über Derendingen hinaus nach Weilheim verlängert wurde, wobei 22 Fahrtenpaare angeboten wurden. Das als Omnibusverkehr Tübingen firmierende Unternehmen nahm bereits im August 1927 eine zweite Linie in Betrieb, die zwischen Tübingen und Hagelloch verkehrte.
1928 folgte eine Verbindung von Tübingen über Hirschau und Wurmlingen nach Rottenburg, die zunächst vier tägliche Fahrtenpaare bot und vornehmlich in Tübingen arbeitenden Bürgern der damaligen Nachbargemeinden diente. Im gleichen Jahr wurde über die heutigen Stadtgrenzen hinaus eine Linie nach Wankheim, Mähringen und Immenhausen eingerichtet, ab April 1929 wurde außerdem Kusterdingen erreicht.
Im Januar 1937 starb Robert Bauer, der bisherige Geschäftsführer des Omnibusverkehrs Tübingen. Konzession und Unternehmen wurden, nachdem sich Verhandlungen mit dem ortsansässigen Unternehmer Paul Schnaith zerschlagen hatten, im Mai 1937 von Jakob Kocher aus Dußlingen übernommen. Kocher setzte zunächst fünf Busse ein, vergrößerte den Fuhrpark jedoch noch im gleichen Jahr und nahm eine weitere Linie in Betrieb, die auf der Strecke Westbahnhof – Hindenburgplatz (Lustnauer Tor) – Hauptbahnhof – Burgholzkaserne – Industrieviertel – Siedlung am Waldhörnle (Gartenstadt) verkehrte, aber nach kurzer Zeit wegen mangelnder Auslastung wieder eingestellt werden musste. Gleichzeitig war Paul Schnaith, der zuvor schon eine dem Arbeiterverkehr dienende Buslinie von Tübingen nach Böblingen betrieben hatte, weiterhin im Omnibusverkehr aktiv und erhielt 1938 und 1939 die Konzessionen für weitere Arbeiterverkehre nach Spaichingen, Vaihingen auf den Fildern, Möhringen auf den Fildern und Sindelfingen sowie für den Linienverkehr nach Genkingen-Erpfingen.
Im Zweiten Weltkrieg musste der Busverkehr erheblich eingeschränkt werden, da die Wehrmacht Busse ausgleichslos für Kriegszwecke beschlagnahmte und Kraftstoff und andere Rohstoffe knapp waren. Jedoch konnte der vom Omnibusverkehr Tübingen durchgeführte Betrieb der Linien Lustnau – Derendingen und Tübingen – Mähringen – Immenhausen über die Kriegsdauer hinweg aufrechterhalten werden, wenngleich das Angebot eingeschränkt werden musste.

### 1945–1960
Nachdem die Post die Verbindung Tübingen–Stuttgart als erste kriegsbedingt unterbrochene Linie im Juli 1945 wieder aufgenommen hatte, folgte wenige Zeit später eine neue Konzession für eine dem Arbeiterverkehr dienende Linie Kayh – Tübingen – Lustnau. Gleichzeitig ging die Wiederinbetriebnahme des Stadtverkehrs ebenso wie dessen Ausbau weiter. Die erste ausschließlich innerhalb der heutigen Stadtgrenzen verkehrende Linie, die nach dem Krieg neu eingerichtet wurde, verkehrte ab April 1947 zwischen Tübingen, Lustnau und Bebenhausen, dem Sitz des württemberg-hohenzollerischen Landtags, und wurde von der Firma Schnaith bedient. Ab November gleichen Jahres bedienten Stadtbusse auch das Versorgungskrankenhaus auf dem Sand.
In den fünfziger Jahren wurde das Stadtgebiet Tübingens durch die Bebauung der umliegenden Höhen stark erweitert, was trotz steigender Zahlen privater Autos zu einer stärkeren Nutzung des Busverkehrs führte, die sich besonders im Schülerverkehr merkbar machte. In Folgezeit bereits ab 1952 auftretender Verkehrsschwierigkeiten an den Bushaltestellen am Hauptbahnhof begannen Planungen zur Einrichtung eines neuen Busbahnhofs. Zwischenzeitlich wurde im August 1953 ein neuer Vertrag zwischen der fortan die Linienkonzessionen innehabenden Stadt und den Unternehmen Schnaith und Kocher geschlossen, die bereits zuvor den Stadtverkehr bedienten und sich nun im Auftrag der Stadt für dessen Durchführung verantwortlich zeigten. Im neu gestalteten Tübinger Stadtverkehr kamen in den Stadtfarben rot und gelb lackierte Busse zum Einsatz, die nach einem Taktfahrplan verkehrten. Weiterhin berechtigten Fahrkarten ab diesem Zeitpunkt zum Umstieg innerhalb der Geltungsdauer und waren wie fortan auch Mehrfahrten- und Monatskarten in den Bussen beider Unternehmen gültig. In der Folge stiegen die Fahrgastzahlen jährlich um zweistellige Prozentbeträge, so dass 1958 auf einem Netz von neun, erstmals nummerierten Linien 1,4 Millionen Fahrgäste befördert wurden. Im Dezember 1960 ging der neue Omnibusbahnhof in Betrieb, der sich auf dem vor dem Hauptbahnhof gelegenen Postplatz befand, welcher nun als Europaplatz bezeichnet wurde.
Im August 1960 wurden folgende, vom Hauptbahnhof ausgehende Strecken vom Stadtverkehr Tübingen befahren, deren Linienbezeichnungen im Einzelnen jedoch unklar sind:
| Hauptbahnhof – Sparkasse – Rheinlandstraße – Weilerhalde – Hagelloch                         |
| Hauptbahnhof – Sparkasse – Universität – Frondsbergstraße – Berufsgenossenschaftliche Klinik |
| Hauptbahnhof – Sparkasse – Universität – Schönblick – Untere Viehweide / Virus-Institut      |
| Hauptbahnhof – Sparkasse – Universität – Versorgungskrankenhaus Sand                         |
| Hauptbahnhof – Sparkasse – Universität – Hirsch Lustnau – Pfrondorf                          |
| Hauptbahnhof – Sparkasse – Universität – Lustnau Waldhorn                                    |
| Hauptbahnhof – Sparkasse – Österberg Kleiststraße                                            |
| Hauptbahnhof – Reutlinger Straße – Abzweigung nach Wankheim – Kusterdingen Banholz           |
| Hauptbahnhof – Eberhardstraße – Bergfriedhof (nur bei Bedarf)                                |
| Hauptbahnhof – Schweickhardtstraße – Hechinger Eck – Gartenstadt Nelke                       |
| Hauptbahnhof – Finanzamt – Heinlenstraße – Derendingen Käppele                               |

### Seit 1960

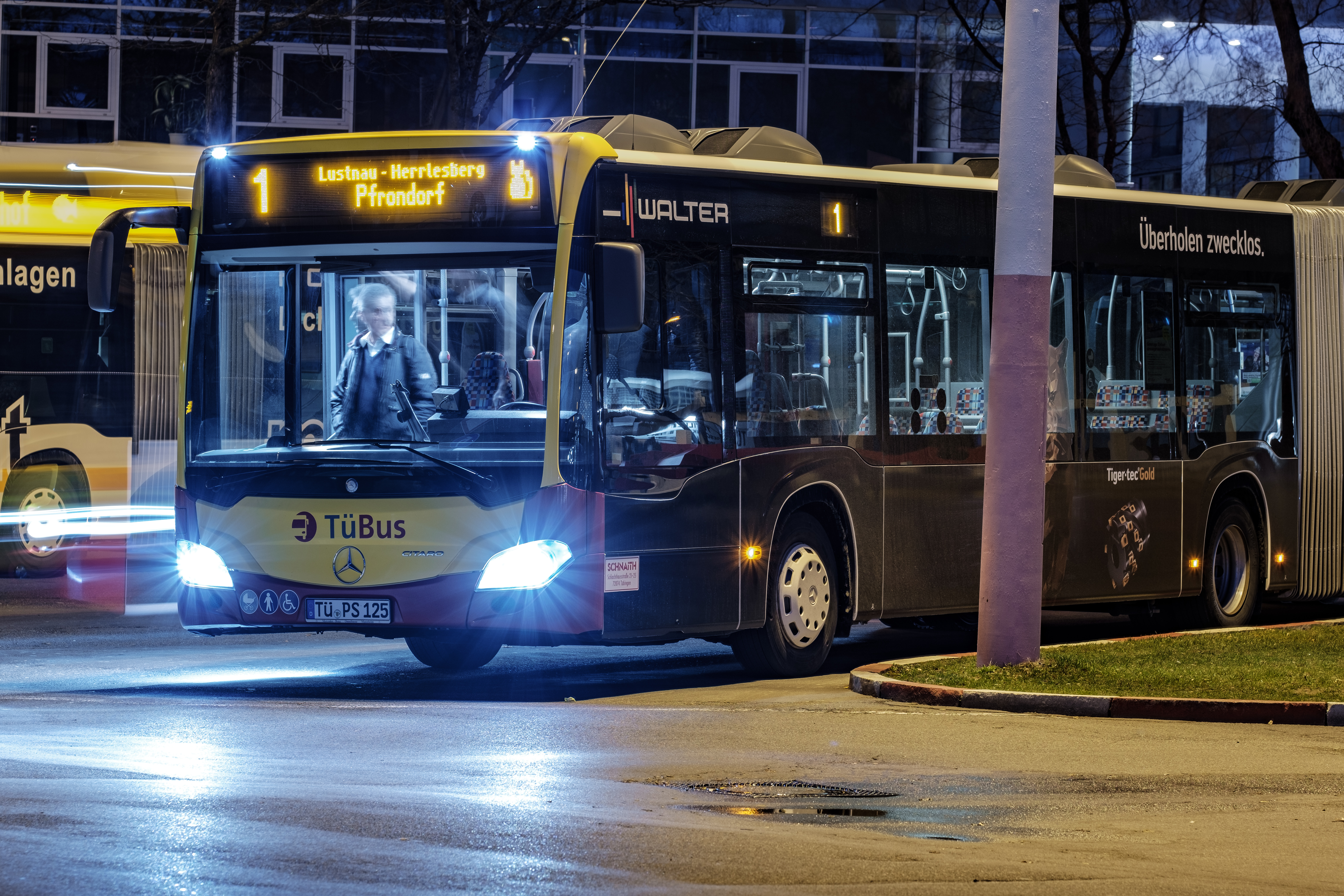
Buslinie 1 am Omnibusbahnhof

In den 60er und 70er Jahren des 20. Jahrhunderts wuchs Tübingen weiter durch Erweiterung des Siedlungsgebiets, unter anderem in Form der Neubausiedlung Waldhäuser Ost auf den Höhen nördlich der Stadt. Das Liniennetz des Stadtverkehrs Tübingen folgte dieser Entwicklung durch Bedienung neuer Wohngebiete, gleichzeitig traten jedoch in der Innenstadt und der historischen Altstadt zunehmend Verkehrsprobleme auf, die durch den motorisierten Individualverkehr verursacht wurden. Eine erste Abkehr von einer das private Auto bevorzugenden Politik trat 1971 mit der Einrichtung der ersten Fußgängerzonen in der Altstadt ein, im Folgejahr erhielten von Busbahnhof in Richtung Neckarbrücke fahrende Busse eine bevorrechtigte Spur an der Einmündung von Post- und Friedrichstraße. Ab 1974 verkehrten Durchmesserlinien, 1978 begann der Einsatz von Gelenkbussen.

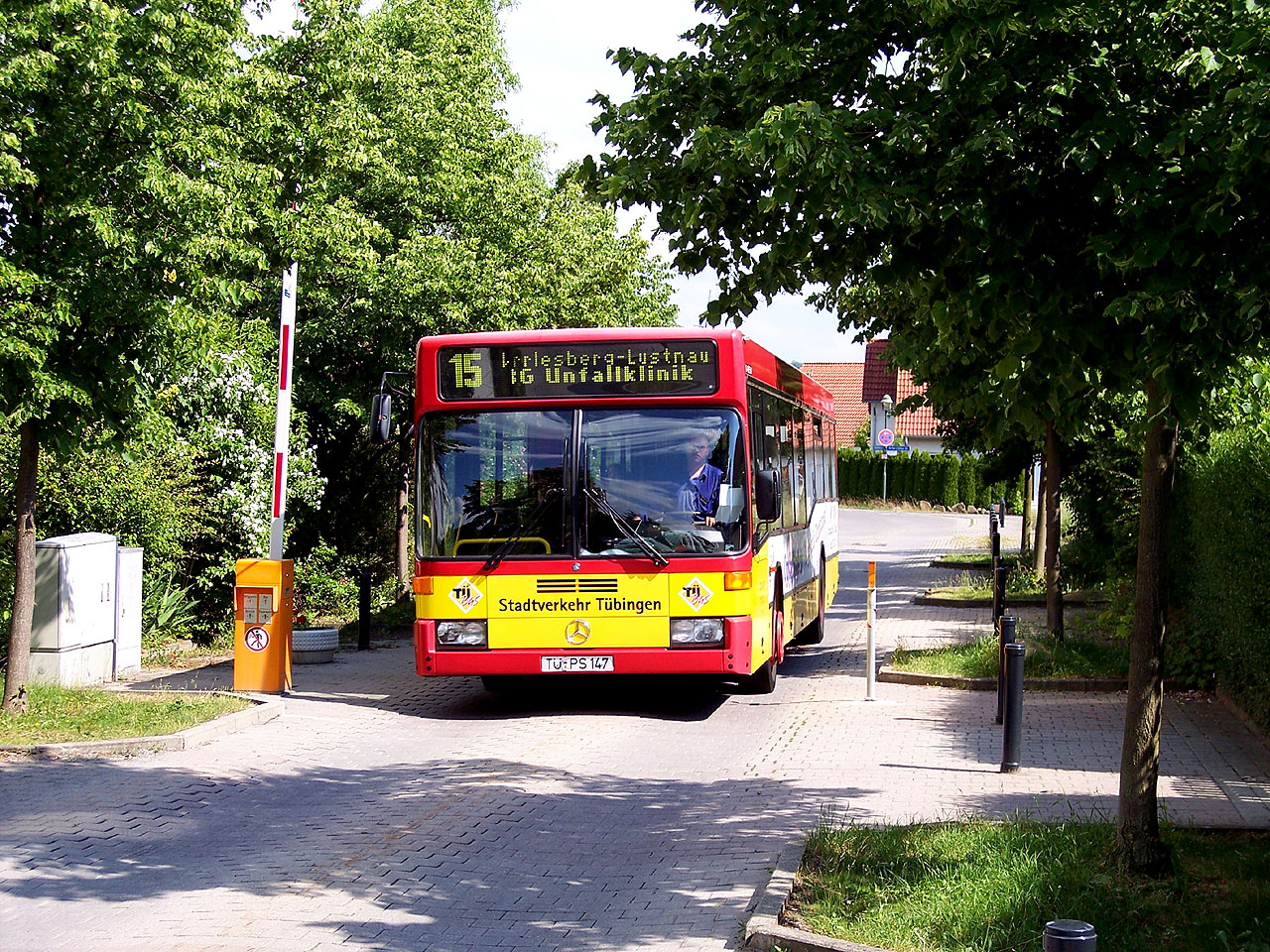
Bevorrechtigung durch schrankengesicherte Busschleuse im Stadtteil Herrlesberg

In der Folge eines 1979 durchgeführten erfolgreichen Bürgerentscheids gegen den Bau einer neuen Hauptstraße in der Innenstadt, die für nachhaltige Veränderungen im Stadtbild gesorgt hätte, wurde die Förderung des städtischen Busverkehrs ein Ziel Tübinger Lokalpolitik. Dazu gehörte die Bevorrechtigung von Bussen durch Busspuren und Sondersignalisierung, der Aufbau eines flächendeckenden Netzes mit einem größeren Anteil an Durchmesserlinien sowie eine dichte Taktfolge von 10 Minuten auf Hauptlinien und maximal 30 Minuten auf nachfrageschwächeren Verbindungen. Das so gestaltete Liniennetz, das für alle Bürger eine Haltestelle in einem Umkreis von 300 m bot, ging zum Sommerfahrplan 1985 in Betrieb und erhöhte die Betriebsleistung des Stadtverkehrs um 34 %. Ab 1986 wurden übertragbare Monatskarten, ab 1989 Jahreskarten und studentische Semesterkarten angeboten. Die neuen Angebote wurden gut angenommen, so dass sich die Zahl der Beförderungsfälle im Stadtverkehr nach Einrichtung des neuen Bussystems innerhalb von drei Jahren um 40 % erhöhte. Anfang der 90er Jahre wurde in Kooperation mit anderen Busunternehmen ein landkreisweiter Gemeinschaftstarif geschaffen.
Um finanzielle Verluste des Stadtverkehrs mit Gewinnen der Energie- und Wasserwirtschaft verrechnen zu können, ging der Stadtverkehr 1995 auf die Stadtwerke Tübingen über, die zu diesem Zweck die Tochtergesellschaft Stadtverkehr Tübingen GmbH gründeten, an der auch die mit dem Betrieb beauftragten Busunternehmen Kocher und Schnaith mit jeweils 12 % beteiligt wurden. Das Angebot wurde gleichzeitig weiter ausgebaut und durch neue Linien, Nachtverkehre sowie verdichtete Taktfolgen insbesondere abends und am Wochenende verbessert. Außerdem wurden 1995 die bisherigen für Studenten angebotenen Zeitkarten durch ein Semesterticket mit von allen Studenten zu zahlendem Solidarbeitrag ersetzt, was den Preis des eigentlichen Tickets reduzierte und für stark gestiegene Nachfrage sorgte.
Seit dem Jahre 2000 erfolgt der Fahrscheinverkauf im Fahrzeug nicht mehr durch den Fahrer, sondern über Automaten, was einem schnelleren Betriebsablauf zugutekommt. Zum gleichen Zeitpunkt nahm man außerdem ein rechnergestütztes Betriebsleitsystem in Betrieb, das unter anderem die Bevorrechtigung an Ampeln koordiniert. 2002 trat der Stadtverkehr Tübingen dem neu gegründeten Verkehrsverbund Neckar-Alb-Donau bei, dessen Tarif seitdem zur Anwendung kommt. Die den Stadtverkehr koordinierende Stadtverkehr Tübingen GmbH wurde 2006 wieder aufgelöst und als Betriebszweig in die Muttergesellschaft Stadtwerke Tübingen GmbH integriert, was jedoch für Fahrgäste keine Änderungen bedeutete.

## Betrieb

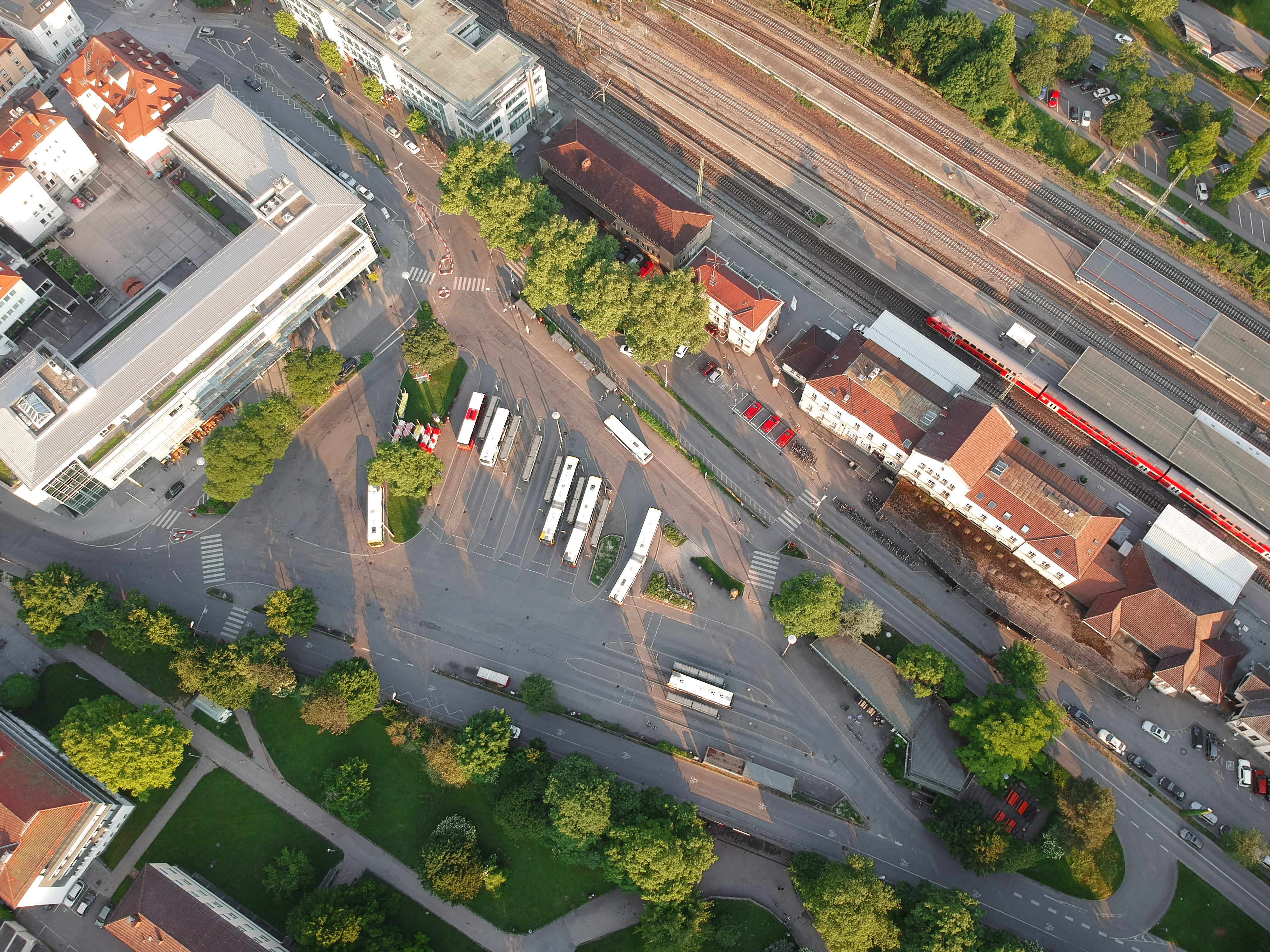
Europaplatz in Tübingen senkrecht von oben

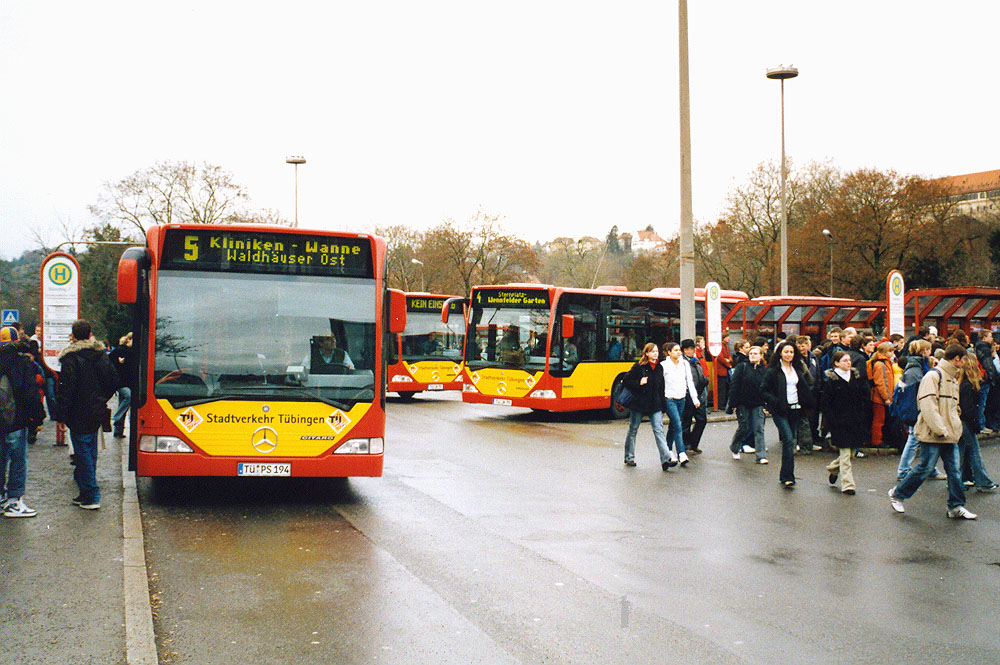
Busse des Stadtverkehrs am Omnibusbahnhof

Das Liniennetz des Stadtverkehr Tübingen besteht aus 22 tagsüber verkehrenden Buslinien, die durch Nachtbuslinien und Linientaxi-Verkehre ergänzt werden. Der Betriebsmittelpunkt ist der Omnibusbahnhof auf dem Europaplatz vor dem Hauptbahnhof, der von 20 der Tageslinien sowie allen Nachtbussen angefahren wird und auch dem Regionalverkehr dient. Das Liniennetz umfasst zusammen mit den von anderen Unternehmen erbrachten Angeboten des Regionalverkehrs das gesamte Stadtgebiet Tübingens.
Die Zahl der beförderten Personen lag im Jahr 2006 bei über 17,4 Millionen. 1995 lag diese Zahl noch bei etwas über neun Millionen, so dass in den zwischenliegenden elf Jahren die Fahrgastzahlen fast verdoppelt werden konnten. Nur 5,9 % der Fahrgäste nutzten dabei Einzel-, Mehrfahrten- oder Tageskarten, während 40,6 % im Besitz von gewöhnlichen Zeitkarten waren und 42,7 % der beförderten Personen das Semesterticket des Verkehrsverbund Neckar-Alb-Donau nutzten. Die restlichen Anteile entfielen auf Schwerbehinderte, Linientaxinutzung und die Durchtarifierung von anderen Betreibern.
Im „ÖPNV-Kundenbarometer 2006“ der TNS Infratest erreichte der Stadtverkehr Tübingen unter 26 Teilnehmern den fünften Platz. Die Fahrgäste waren demnach zufriedener als im Branchendurchschnitt, mit 56 % würde außerdem mehr als die Hälfte von ihnen auch dann nicht auf andere Verkehrsmittel umsteigen, wenn sie die Wahl dazu hätten. Die Stärken des Unternehmens lagen laut der Umfrage im Linienangebot, der Schnelligkeit sowie der Taktfrequenz.
Mitte Mai 2010 wurden Überlegungen öffentlich, nach denen die Stadtwerke, auf Grund neuer EU-Regelungen im Steuerrecht, etwa die Hälfte der Fahrleistung mit eigenen Fahrzeugen und Fahrern erbringen sollten. Dies hatte große Auswirkungen auf die beiden Unternehmen, die bis dahin den Großteil der Fahrleistung im Auftrag des Stadtverkehrs erbrachten. Mit Beschluss des Gemeinderats vom 4. Oktober 2010 wurde für das neue Betreiberkonzept gestimmt. Daraufhin übernahmen die Stadtwerke Tübingen (mit ihrem neu gegründeten Tochterunternehmen TüBus GmbH) etwa die Hälfte der Fahrzeuge (ca. 40) und 70 bis 80 Fahrer direkt von den beiden bisherigen Partnern und betreiben somit die Hälfte des Verkehrs von 2011 an selbst.
Im Jahr 2013 wurden im Stadtverkehr Tübingen auf einem Streckennetz von 335 Kilometern über 20 Millionen Fahrgäste befördert. Täglich werden rund 2000 Fahrten im Stadtverkehr erbracht, womit 369 Haltestellen bedient werden.

## Linien
Abkürzungen: HBF = Hauptbahnhof; WHO = Waldhäuser Ost; min = Minute; kV = kein Verkehr; Nur in der Hauptverkehrszeit = nur HVZ; Nur in der Hauptverkehrszeit in Lastrichtung = HVZL; Einzelne Fahrten = eF.

### Tagesverkehr ab 03.2025
Aufgrund des zu stark gewachsenen Zuschussbedarfes wurde das Busangebot reduziert.
Unter anderem ist jetzt jeder Schulfreier Tag Ferien
| Linie | Verlauf                                                                                                | Takt Mo–Fr (normal) 5.30 (6/6.30)–20 Uhr | Takt Mo–Fr (ferien)5.30 (6/6.30)–20 Uhr                                                                      | Takt Sa 8.30/9.30–18.30/19/20 Uhr                                                                                         | (Mo-Fr 5.30-6.30), Sa bis 8.30/9.30, So, tgl. ab 20                                                                                  |
| ----- | --- | --- | --- | --- | --- |
| 1     | (Pfrondorf -) Herrlesberg - Lustnau - HBF - Depot Areal - Französisches Viertel                        | HBF - Herleberg 15 min; HBF - Franz. Viertel 30 min | 30 min | 30 min | Mo-Fr HBF - Franz. Viertel 30 min; HBF - Pfrondorf 30 min                                                                            |
| 2     | WHO - Sand - Hauptbahnhof - Mühlbachäcker                                                              | WHO - HBF 15 min; HBF - Mühlbachäcker 30 min | 30 min | WHO - HBF 30 min; HBF - Mühlbachäcker kV.                                                                                 | WHO - HBF 30 min; HBF - Mühlbachäcker kV.                                                                                            |
| 3     | WHO - Sternwarte - HBF - Loretto - Feuerhägle - Gartenstadt                                            | WHO - HBF 15 min; HBF - Gartenstadt 30 min | 30 min | 30 min | 30 min |
| 4     | WHO - Schönblick - HBF - Sternplatz - Wennfelder Garten                                                | WHO - HBF 15 min; HBF - Wennfelder Garten 30 min | 30 min | 30 min | 30 min |
| 5     | WHO - Wanne - Kliniken - HBF - Feuerhägle - Derendinger Käppele                                        | WHO - HBF 10 min; HBF - Derendiger Käppele 30 min | WHO - HBF 15 min; HBF - Derendiger Käppele 30 min                                                            | WHO - HBF 15 min; HBF - Derendiger Käppele 30 min                                                                         | Mo-Sa 20-22, So 12-22 WHO - HBF 15 min; So bis 12, tgl. ab 22 WHO- HBF 30 min; HBF - Derendiger Käppele 30 min                       |
| 6     | Sand - WHO - Haußerstraße - HBF - Rappenberg                                                           | 30 min | 30 min | 30 min | Sand - HBF 60 min; HBF - Rappenberg 30 min                                                                                           |
| 7     | Pfrondorf - Eichhaldenstr. - Lustnau - HBF                                                             | 15 min | 30 min | 30 min | kV |
| 8     | Hagelloch - Hagellocher Weg - HBF                                                                      | 30 min | 30 min | 30 min | 30 min |
| 9     | Schloßberg - Haagtor - HBF                                                                             | 60 min | 60 min | 60 min | 60 min |
| 10    | Österberg - HBF                                                                                        | 30 min | 30 min | 30 min | 30 min |
| 11    | Westbahnhof - Schwarzlocher Straße - Haagtor - HBF                                                     | 60 min | 60 min | 60 min | 60 min |
| 12    | Weststadt - Westbahnhof - Haagtor - HBF                                                                | 30 min | 30 min | 30 min | Linie 11 verkehrt zusätzlich zur Weststadt                                                                                           |
| 13    | Wanne Kunsthalle - Kliniken - Parkhaus König - HBF - Loretto Aixer Str.                                | 30 min | 30 min | 30 min | kV. |
| 14    | Kliniken - Westbahnhof                                                                                 | 30 min | 30 min | kV. | kV. |
| X15   | BG Unfallklinik - HBF                                                                                  | Nur HVZ 10 min | Nur HVZ 10; nicht Somme/Winterferien                                                                         | kV. | kV. |
| 16    | Steinlachwasen - Derendingen - HBF - Parkhaus König - Vor dem Kreuzberg                                | 30 min | Steinlachwasen - HBF 30 min; HBF - Vor dem Kreuzberg kV.                                                     | kV. | kV. |
| 17    | Kliniken - Wanne - Philosophenweg - HBF                                                                | 60 min | 60 min | Kliniken - Wanne kV; Wanne - HBF 30 min                                                                                   | kV. |
| 18    | Hagelloch - Kliniken - Parkhaus König - HBF - Freibad - Hirschau - Rottenburg - Oberndorf - Poltringen | Hagelloch - Kliniken 30min; Kliniken - HBF 30 min (15 min HVZL); HBF - Rottenburg 15/30 min; Rottenburg - Oberndorf 30 min (15 min HVZL); Oberndorf -Poltringen eF. | Hagelloch - HBF 30 min; HBF - Rottenburg 15/30 min; Rottenburg - Oberndorf 30 min; Oberndorf -Poltringen eF. | alle Abschnitte bis 18.30 danach siehe So/Abend; Hagelloch - HBF kV.; HBF - Hirschau 30 min; Hirschau - Poltringen 60 min | Hagelloch - HBF kV.; HBF - Hirschau 30 min; Hirschau - Oberndorf 60 min; ab 20 Rottenburg - Oberndorf eF.; Oberndorf -Poltringen kV. |
| 19    | BG Unfallklinik - Parkhaus König -HBF - Freibad - Weilheim - Kilchberg - Bühl - Kiebingen - Rottenburg | BG Unfallklinik - HBF 30 min; HBF - Bühl 15/30 min; Bühl - Rottenburg eF.                                                                                           | BG Unfallklinik - HBF 30 min; HBF - Bühl 15/30 min; Bühl - Rottenburg eF.                                    | BG Unfallklinik - HBF kV.; HBF - Bühl 30 min; Bühl - Rottenburg eF.                                                       | BG Unfallklinik - HBF kV.; HBF - Bühl 30 min; Bühl - Rottenburg eF.                                                                  |
| 21    | Unterer Wert - HBF - Universität - Alte Weberei                                                        | 30 min (Unterer Wert - HBF HVZ 15 min) | 30 min | Unterer Wert - HBF kV.; HBF - Alte Weberei 30 min                                                                         | kV. |
| 22    | HBF - Gartenstraße - Lustnau                                                                           | 30 min | 30 min | 30 min | 30 min |
| 31    | Kreßbach - Steinlachwasen - Feuerhägle                                                                 | 30 min | 30 min | kV. | kV. |
| 32    | Ursainer Ring - Tropenklinik - HBF                                                                     | 60 min | 60 min | kV. | kV. |
| 34    | Bergfriedhof - Sternplatz - HBF                                                                        | 30 min | 30 min | kV. | kV. |
| 35    | Neckaraue - Au Ost - Eisenbahnstraße - HBF                                                             | 60 min | 60 min | kV. | kV. |
| E1    | Schul/Studierendenverkehr WHO /Kliniken                                                                | eF. | kV. | kV. | kV. |
| E2    | Schülerverkehr HBF / Franz Viertel - Feuerhägle                                                        | eF. | kV. | kV. | kV. |

## Linien Historisch
Abkürzungen: HBF = Hauptbahnhof; WHO = Waldhäuser Ost; min = Minute; kV = kein Verkehr; Nur in der Hauptverkehrszeit = nur HVZ; Nur in der Hauptverkehrszeit in Lastrichtung = HVZL; Einzelne Fahrten = eF.

### Tagesverkehr 2025 (Dez. 2024 - Mär. 2025)
| Linie | Verlauf                                                                                                | Takt Mo–Fr (normal) 5.30 (6/6.30)–20 Uhr | Takt Mo–Fr (ferien)5.30 (6/6.30)–20 Uhr                                                                      | Takt Sa 8.30/9.30–18.30/19/20 Uhr                                                                                         | (Mo-Fr 5.30-6.30), Sa bis 8.30/9.30, So, tgl. ab 20                                                                                  |
| ----- | --- | --- | --- | --- | --- |
| 1     | (Pfrondorf -) Herrlesberg - Lustnau - HBF - Depot Areal - Französisches Viertel                        | HBF - Herleberg 15 min; HBF - Franz. Viertel 30 min | 30 min | 30 min | Mo-fr HBF - Franz. Viertel 30 min; HBF - Pfrondorf 30 min                                                                            |
| 2     | WHO - Sand - Hauptbahnhof - Mühlbachäcker                                                              | WHO - HBF 15 min; HBF - Mühlbachäcker 30 min | 30 min | WHO - HBF 30 min; HBF - Mühlbachäcker kV.                                                                                 | WHO - HBF 30 min; HBF - Mühlbachäcker kV.                                                                                            |
| 3     | WHO - Sternwarte - HBF - Loretto - Feuerhägle - Gartenstadt                                            | WHO - HBF 15 min; HBF - Gartenstadt 30 min | 30 min | 30 min | 30 min |
| 4     | WHO - Schönblick - HBF - Sternplatz - Wennfelder Garten                                                | WHO - HBF 15 min; HBF - Wennfelder Garten 30 min | 30 min | 30 min | 30 min |
| 5     | WHO - Wanne - Kliniken - HBF - Feuerhägle - Derendinger Käppele                                        | WHO - HBF 10 min; HBF - Derendiger Käppele 30 min | WHO - HBF 15 min; HBF - Derendiger Käppele 30 min                                                            | WHO - HBF 15 min; HBF - Derendiger Käppele 30 min                                                                         | Mo-Sa 20-22, So 12-22 WHO - HBF 15 min; So bis 12, tgl. ab 22 WHO- HBF 30 min; HBF - Derendiger Käppele 30 min                       |
| 6     | Sand - WHO - Haußerstraße - HBF - Rappenberg                                                           | 30 min | 30 min | 30 min | Sand - HBF 60 min; HBF - Rappenberg 30 min                                                                                           |
| 7     | Pfrondorf - Eichhaldenstr. - Lustnau - HBF                                                             | 15 min | 30 min | 30 min | kV |
| 8     | Hagelloch - Hagellocher Weg - HBF                                                                      | 30 min | 30 min | 30 min | 30 min |
| 9     | Schloßberg - Haagtor - HBF                                                                             | 30 min | 30 min | 30 min | 30 min |
| 10    | Österberg - HBF                                                                                        | 30 min | 30 min | 30 min | 30 min |
| 11    | Westbahnhof - Schwarzlocher Straße - Haagtor - HBF                                                     | 30 min | 30 min | 30 min | 30 min |
| 12    | Weststadt - Westbahnhof - Haagtor - HBF                                                                | 30 min | 30 min | 30 min | Linie 11 verkehrt zusätzlich zur Weststadt                                                                                           |
| 13    | Wanne Kunsthalle - Kliniken - Parkhaus König - HBF - Loretto Aixer Str.                                | 30 min | 30 min | 30 min | kV. |
| 14    | Kliniken - Westbahnhof                                                                                 | 30 min | 30 min | kV. | kV. |
| X15   | BG Unfallklinik - HBF                                                                                  | Nur HVZ 10 min | kV. | kV. | kV. |
| 16    | Steinlachwasen - Derendingen - HBF - Parkhaus König - Vor dem Kreuzberg                                | 30 min | Steinlachwasen - HBF 30 min; HBF - Vor dem Kreuzberg kV.                                                     | kV. | kV. |
| 17    | Kliniken - Wanne - Philosophenweg - HBF                                                                | 30 min | 30 min | Kliniken - Wanne kV; Wanne - HBF 30 min                                                                                   | kV. |
| 18    | Hagelloch - Kliniken - Parkhaus König - HBF - Freibad - Hirschau - Rottenburg - Oberndorf - Poltringen | Hagelloch - Kliniken 30min; Kliniken - HBF 30 min (15 min HVZL); HBF - Rottenburg 15/30 min; Rottenburg - Oberndorf 30 min (15 min HVZL); Oberndorf -Poltringen eF. | Hagelloch - HBF 30 min; HBF - Rottenburg 15/30 min; Rottenburg - Oberndorf 30 min; Oberndorf -Poltringen eF. | alle Abschnitte bis 18.30 danach siehe So/Abend; Hagelloch - HBF kV.; HBF - Hirschau 30 min; Hirschau - Poltringen 60 min | Hagelloch - HBF kV.; HBF - Hirschau 30 min; Hirschau - Oberndorf 60 min; ab 20 Rottenburg - Oberndorf eF.; Oberndorf -Poltringen kV. |
| 19    | BG Unfallklinik - Parkhaus König -HBF - Freibad - Weilheim - Kilchberg - Bühl - Kiebingen - Rottenburg | BG Unfallklinik - HBF 30 min; HBF - Bühl 15/30 min; Bühl - Rottenburg eF.                                                                                           | BG Unfallklinik - HBF 30 min; HBF - Bühl 15/30 min; Bühl - Rottenburg eF.                                    | BG Unfallklinik - HBF kV.; HBF - Bühl 30 min; Bühl - Rottenburg eF.                                                       | BG Unfallklinik - HBF kV.; HBF - Bühl 30 min; Bühl - Rottenburg eF.                                                                  |
| 20    | Hagelloch - Kliniken - Westbahnhof                                                                     | kV. | kV. | eF. | eF. |
| 21    | Unterer Wert - HBF - Universität - Alte Weberei                                                        | 30 min (Unterer Wert - HBF HVZ 15 min) | 30 min | Unterer Wert - HBF kV.; HBF - Alte Weberei 30 min                                                                         | kV. |
| 22    | HBF - Gartenstraße - Lustnau                                                                           | 30 min | 30 min | 30 min | 30 min |
| 31    | Kreßbach - Steinlachwasen - Feuerhägle - Derendingerstr. - HBF                                         | Kreßbach - Feuerhägle 30 min, Feuerhägle - HBF 1 Fahrt vor 6 | Kreßbach - Feuerhägle 30 min, Feuerhägle - HBF 1 Fahrt vor 6                                                 | 60 min ( 2 Taktlücken) | ab 7.30 60 min ( 2 Taktlücken) |
| 32    | Ursainer Ring - Tropenklinik - HBF                                                                     | 60 min | 60 min | kV. | kV. |
| 34    | Bergfriedhof - Sternplatz - HBF                                                                        | 30 min | 30 min | eF. | eF. |
| 35    | Neckaraue - Au Ost - Eisenbahnstraße - HBF                                                             | 60 min | 60 min | kV. | kV. |
| E1    | Schul/Studierendenverkehr WHO /Kliniken                                                                | eF. | kV. | kV. | kV. |
| E2    | Schülerverkehr HBF / Franz Viertel - Feuerhägle                                                        | eF. | kV. | kV. | kV. |

### Tagesverkehr 2024
| Linie | Verlauf                                                                                                | Takt Mo–Fr (normal) 5.30 (6/6.30)–20 Uhr | Takt Mo–Fr (ferien)5.30 (6/6.30)–20 Uhr                                                                      | Takt Sa 8.30/9.30–18.30/19/20 Uhr                                                                                         | (Mo-Fr 5.30-6.30), Sa bis 8.30/9.30, So, tgl. ab 20                                                                                  |
| ----- | --- | --- | --- | --- | --- |
| 1     | (Pfrondorf -) Herrlesberg - Lustnau - HBF - Depot Areal - Französisches Viertel                        | HBF - Herleberg 15 min; HBF - Franz. Viertel 30 min | 30 min | 30 min | Mo-fr HBF - Franz. Viertel 30 min; HBF - Pfrondorf 30 min                                                                            |
| 2     | WHO - Sand - Hauptbahnhof - Mühlbachäcker                                                              | WHO - HBF 15 min; HBF - Mühlbachäcker 30 min | 30 min | WHO - HBF 30 min; HBF - Mühlbachäcker kV.                                                                                 | WHO - HBF 30 min; HBF - Mühlbachäcker kV.                                                                                            |
| 3     | WHO - Sternwarte - HBF - Loretto - Feuerhägle - Gartenstadt                                            | WHO - HBF 15 min; HBF - Gartenstadt 30 min | 30 min | 30 min | 30 min |
| 4     | WHO - Schönblick - HBF - Sternplatz - Wennfelder Garten                                                | WHO - HBF 15 min; HBF - Wennfelder Garten 30 min | 30 min | 30 min | 30 min |
| 5     | WHO - Wanne - Kliniken - HBF - Feuerhägle - Derendinger Käppele                                        | WHO - HBF 10 min; HBF - Derendiger Käppele 30 min | WHO - HBF 15 min; HBF - Derendiger Käppele 30 min                                                            | WHO - HBF 15 min; HBF - Derendiger Käppele 30 min                                                                         | Mo-Sa 20-22, So 12-22 WHO - HBF 15 min; So bis 12, tgl. ab 22 WHO- HBF 30 min; HBF - Derendiger Käppele 30 min                       |
| 6     | Sand - WHO - Haußerstraße - HBF - Rappenberg                                                           | 30 min | 30 min | 30 min | Sand - HBF 60 min; HBF - Rappenberg 30 min                                                                                           |
| 7     | Pfrondorf - Eichhaldenstr. - Lustnau - HBF                                                             | 15 min | 30 min | 30 min | kV |
| 8     | Hagelloch - Hagellocher Weg - HBF - Sternplatz - Sudetenstraße                                         | Hagelloch - HBF 30 min; HBF - Sudetenstraße 60 min | Hagelloch - HBF 30 min; HBF - Sudetenstraße kV                                                               | Hagelloch - HBF 30 min; HBF - Sudetenstraße kV.                                                                           | Hagelloch - HBF 30 min; HBF - Sudetenstraße kV.                                                                                      |
| 9     | Schloßberg - Haagtor - HBF                                                                             | 30 min | 30 min | 30 min | 30 min |
| 10    | Österberg - HBF                                                                                        | 30 min | 30 min | 30 min | 30 min |
| 11    | Westbahnhof - Schwarzlocher Straße - Haagtor - HBF                                                     | 30 min | 30 min | 30 min | 30 min |
| 12    | Weststadt - Westbahnhof - Haagtor - HBF                                                                | 30 min | 30 min | 30 min | Linie 11 verkehrt zusätzlich zur Weststadt                                                                                           |
| 13    | Wanne Kunsthalle - Kliniken - Parkhaus König - HBF - Loretto Aixer Str.                                | 30 min | 30 min | 30 min | kV. |
| 14    | Kliniken - Westbahnhof                                                                                 | 30 min | 30 min | kV. | kV. |
| X15   | BG Unfallklinik - HBF                                                                                  | Nur HVZ 10 min | kV. | kV. | kV. |
| 16    | Steinlachwasen - Derendingen - HBF - Parkhaus König - Vor dem Kreuzberg                                | 30 min | Steinlachwasen - HBF 30 min; HBF - Vor dem Kreuzberg kV.                                                     | kV. | kV. |
| 17    | Kliniken - Wanne - Philosophenweg - HBF                                                                | 30 min | 30 min | Kliniken - Wanne kV; Wanne - HBF 30 min                                                                                   | kV. |
| 18    | Hagelloch - Kliniken - Parkhaus König - HBF - Freibad - Hirschau - Rottenburg - Oberndorf - Poltringen | Hagelloch - Kliniken 30min; Kliniken - HBF 30 min (15 min HVZL); HBF - Rottenburg 15/30 min; Rottenburg - Oberndorf 30 min (15 min HVZL); Oberndorf -Poltringen eF. | Hagelloch - HBF 30 min; HBF - Rottenburg 15/30 min; Rottenburg - Oberndorf 30 min; Oberndorf -Poltringen eF. | alle Abschnitte bis 18.30 danach siehe So/Abend; Hagelloch - HBF kV.; HBF - Hirschau 30 min; Hirschau - Poltringen 60 min | Hagelloch - HBF kV.; HBF - Hirschau 30 min; Hirschau - Oberndorf 60 min; ab 20 Rottenburg - Oberndorf eF.; Oberndorf -Poltringen kV. |
| 19    | BG Unfallklinik - Parkhaus König -HBF - Freibad - Weilheim - Kilchberg - Bühl - Kiebingen - Rottenburg | BG Unfallklinik - HBF 30 min; HBF - Bühl 15/30 min; Bühl - Rottenburg eF.                                                                                           | BG Unfallklinik - HBF 30 min; HBF - Bühl 15/30 min; Bühl - Rottenburg eF.                                    | BG Unfallklinik - HBF kV.; HBF - Bühl 30 min; Bühl - Rottenburg eF.                                                       | BG Unfallklinik - HBF kV.; HBF - Bühl 30 min; Bühl - Rottenburg eF.                                                                  |
| 20    | Hagelloch - Kliniken - Westbahnhof                                                                     | kV. | kV. | eF. | eF. |
| 21    | Unterer Wert - HBF - Universität - Alte Weberei                                                        | 30 min (Unterer Wert - HBF HVZ 15 min) | 30 min | Unterer Wert - HBF kV.; HBF - Alte Weberei 30 min                                                                         | kV. |
| 22    | HBF - Gartenstraße - Lustnau                                                                           | 30 min | 30 min | 30 min | 30 min |
| 31    | Kreßbach - Steinlachwasen - Feuerhägle - Derendingerstr. - HBF                                         | Kreßbach - Feuerhägle 30 min, Feuerhägle - HBF 1 Fahrt vor 6 | Kreßbach - Feuerhägle 30 min, Feuerhägle - HBF 1 Fahrt vor 6                                                 | 60 min ( 2 Taktlücken) | ab 7.30 60 min ( 2 Taktlücken) |
| 32    | Ursainer Ring - Tropenklinik - HBF                                                                     | 60 min | 60 min | kV. | kV. |
| 34    | Bergfriedhof - Sternplatz - HBF                                                                        | 60 min | 60 min | eF. | eF. |
| 35    | Neckaraue - Au Ost - Eisenbahnstraße - HBF                                                             | 60 min | 60 min | kV. | kV. |
| E1    | Schul/Studierendenverkehr WHO /Kliniken                                                                | eF. | kV. | kV. | kV. |
| E2    | Schülerverkehr HBF / Franz Viertel - Feuerhägle                                                        | eF. | kV. | kV. | kV. |

### Tagesverkehr 2019?
Der Stadtverkehr Tübingen betreibt im Jahresfahrplan 2018 im Tagesverkehr 23 Buslinien sowie fünf Taxibuslinien (Tag-SAM). Das Tagesnetz wird von Montag bis Freitag zwischen 6 und 20 Uhr sowie samstags zwischen 9 und 18 Uhr bedient. Außerhalb dieser Zeiten (im Früh-, Spät- und Sonntagsverkehr) wird ein deutlich eingeschränktes Liniennetz mit geänderten Fahrwegen bedient.
| Linie | Verlauf | Takt Mo–Fr 6–20 Uhr                                                                                                   | Takt Sa 9–18 Uhr | Fahrzeugeinsatz b                                                     |
| ----- | --- | --- | --- | --------------------------------------------------------------------- |
| 1     | Französisches Viertel – Aixer Straße – Alter Güterbahnhof – Hauptbahnhof – Lustnauer Tor a – Pauline-Krone-Heim – Dorfstraße – Stauden (- Pfrondorf Lusstraße) | zwischen Hauptbahnhof und Herrlesberg: 15 min; zwischen Französisches Viertel und Hauptbahnhof: 30 min                | 30 min | Gelenkbus (18 m)                                                      |
| 2     | Mühlbachäcker – Hauptbahnhof – Lustnauer Tor b – Pauline-Krone-Heim – Sand Drosselweg – WHO Ahornweg – WHO Ulmenweg | zwischen Hauptbahnhof und WHO: 15 min; zwischen Mühlbachäcker und Hauptbahnhof: 30 min                                | zwischen Hauptbahnhof und WHO: 30 min; zwischen Mühlbachäcker und Hauptbahnhof: keine Bedienung                                           | Gelenkbus (18 m)                                                      |
| 3     | Nelkenweg – Paul-Dietz-Straße – Heinlenstraße – Hechinger Eck – Hauptbahnhof – Lustnauer Tor b – Im Rotbad – Sternwarte – WHO Ahornweg – WHO Ulmenweg | zwischen Hauptbahnhof und WHO: 15 min; zwischen Gartenstadt und Hauptbahnhof: 30 min                                  | 30 min | Gelenkbus (18 m)                                                      |
| 4     | Wennfelder Garten – Aixer Straße – Sternplatz – Hauptbahnhof – Lustnauer Tor b – Im Rotbad – Schönblick – WHO Ahornweg – WHO Ulmenweg | zwischen Hauptbahnhof und WHO: 15 min; zwischen Wennfelder Garten und Hauptbahnhof: 30 min                            | 30 min | Gelenkbus (18 m)                                                      |
| 5     | Derendingen Käppele – Heinlenstraße – Moltkestraße – Hauptbahnhof – Lustnauer Tor b – Uni-Kliniken Tal – Uni-Kliniken Berg – BG Unfallklinik – Wanne Kunsthalle – WHO Ulmenweg – WHO Ahornweg                                                                             | zwischen Hauptbahnhof und WHO: 10 min; zwischen Derendingen und Hauptbahnhof: 30 min                                  | zwischen Hauptbahnhof und WHO: 15 min; zwischen Derendingen und Hauptbahnhof: 30 min                                                      | CapaCity (20 m)                                                       |
| 6     | Rappenberg – Biesingerstraße – Hauptbahnhof – Lustnauer Tor b – Untere Heulandsteige – Haußerstraße – WHO Ahornweg – Sand Drosselweg | 30 min | zwischen Hauptbahnhof und WHO: 30 min; zwischen Rappenberg und Hauptbahnhof: 60 min                                                       | Solobus (12 m)                                                        |
| 7     | Hauptbahnhof – Lustnauer Tor b – Pauline-Krone-Heim – Eichhaldenstraße – Pfrondorf Lusstraße | 15 min | 30 min | Gelenkbus (18 m)                                                      |
| 8     | (Bergfriedhof Ost –) Sudetenstraße – Sternplatz – Hauptbahnhof – Lustnauer Tor b – Parkhaus König – Aischbachstraße – Friedrich-Dannenmann-Straße – Hagellocher Weg – Hagelloch Dornäckerweg                                                                              | 30 min | zwischen Hauptbahnhof und Hagelloch: 30 min; zwischen Sudetenstraße und Hauptbahnhof: keine Bedienung                                     | Solobus (12 m)                                                        |
| 9     | Hauptbahnhof – Lustnauer Tor b – Haagtor – Bismarckturm | 30 min | 60 min | Midibus (10 m)                                                        |
| 10    | Hauptbahnhof – Lustnauer Tor b – Österberg | 15 min | 30 min | Solobus (12 m)                                                        |
| 11    | Hauptbahnhof – Lustnauer Tor b – Haagtor – Westbahnhof – Schwärzlocher Straße | 60 min | 60 min | Midibus (10 m)                                                        |
| 12    | Hauptbahnhof – Lustnauer Tor b – Haagtor – Westbahnhof – Weststadt | 60 min | 60 min | Midibus (10 m)                                                        |
| 13    | (Französisches Viertel –) Aixer Straße – Hechinger Eck – Hauptbahnhof – Lustnauer Tor b – Parkhaus König – Uni-Kliniken Berg – BG Unfallklinik – Wanne Kunsthalle | 30 min | zwischen Aixer Straße und Hauptbahnhof: 30 min; zwischen Hauptbahnhof und Wanne: keine Bedienung                                          | Gelenkbus (18 m)                                                      |
| 14    | Westbahnhof – Aischbachstraße – Uni-Kliniken Berg – BG Unfallklinik | 60 min (zur Berufsverkehrszeit: 30 min)                                                                               | 60 min (nur Anmeldefahrten) | Solobus (12 m)                                                        |
| X15   | Hauptbahnhof – Uni-Kliniken Berg – BG Unfallklinik | 10 min zu Berufsverkehrszeiten                                                                                        | keine Bedienung | Mischbetrieb mit Gelenkbus (18 m) und Solobus (12 m)                  |
| 16    | Unter dem Holz – Derendingen Käppele – Brühlstraße – Hauptbahnhof – Lustnauer Tor b – Parkhaus König – Aischbachstraße – Hasenbühl – Hagellocher Weg – Vor dem Kreuzberg                                                                                                  | 30 min | keine Bedienung | Solobus (12 m)                                                        |
| 17    | Hauptbahnhof – Lustnauer Tor b – Im Rotbad – Ferd.-Chr.-Baur-Straße – Wanne Kunsthalle – BG Unfallklinik – Uni-Kliniken Berg | 30 min | zwischen Hauptbahnhof und Wanne: 30 min; zwischen Wanne und Kliniken: keine Bedienung                                                     | Gelenkbus (18 m)                                                      |
| 18    | (Poltringen Ammerbrücke –) Oberndorf Feuersee – Rottenburg Eugen-Bolz-Platz – Wurmlingen Rössle – Hirschau Volksbank – (Hirschau Rittweg West –) Freibad – Hauptbahnhof – Lustnauer Tor b – Parkhaus König – Uni-Kliniken Berg – BG Unfallklinik – Hagelloch Dornäckerweg | zwischen Rottenburg und Hagelloch: 30 min; zwischen Oberndorf und Rottenburg: 60 min (zur Berufsverkehrszeit: 30 min) | zwischen Hauptbahnhof und Hirschau: 30 min; zwischen Hirschau und Oberndorf: 60 min; zwischen Hauptbahnhof und Hagelloch: keine Bedienung | Mischbetrieb mit CapaCity (20 m), Gelenkbus (18 m) und Solobus (12 m) |
| 19    | (Rottenburg Eugen-Bolz-Platz – Kiebingen Löwen –) Bühl Römerstraße – Kilchberg Bahnhof – Kilchberg Keltengrab – Weilheim Kneiple – Freibad – Hauptbahnhof – Lustnauer Tor b – Parkhaus König – Uni-Kliniken Berg – BG Unfallklinik                                        | zwischen Bühl und Hauptbahnhof: 30 min (zur Berufsverkehrszeit: 15 min); zwischen Hauptbahnhof und Kliniken: 30 min   | zwischen Bühl und Hauptbahnhof: 30 min; zwischen Hauptbahnhof und Kliniken: keine Bedienung                                               | Gelenkbus (18 m)                                                      |
| 21    | Schaffhausenstraße – Bismarckstraße – Hauptbahnhof – Lustnauer Tor b – Pauline-Krone-Heim – Dorfstraße – Egeriaplatz | 30 min | keine Bedienung | Solobus (12 m)                                                        |
| 22    | Hauptbahnhof – Jugendherberge – Gartenstraße – Dorfstraße – Viktor-Renner-Straße | 30 min | 30 min | Solobus (12 m)                                                        |
| 23    | Hauptbahnhof – Lustnauer Tor b – Pauline-Krone-Heim – Eichhaldenstraße – Sophienpflege | 60 min (verkehrt nur an Schultagen und nur zu eingeschränkten Zeiten)                                                 | keine Bedienung | Solobus (12 m)                                                        |
| 24    | Unterjesingen Mitte – BG Unfallklinik – Uni-Kliniken Berg – Calwerstraße | einzelne Fahrten (verkehrt nur zur Berufsverkehrszeit und nur in Richtung Kliniken)                                   | keine Bedienung | Solobus (12 m)                                                        |

Tag-SAM existierte bis 2023
Die Linien 30–35, zeitweise auch die Linien 9, 11, 12 und 14 sowie einzelne Fahrten anderer Linien in Tagesrandlage werden mit Linientaxen bedient, die als Sammel-Anruf-Mietwagen (SAM) bezeichnet werden. Diese Fahrten werden nach Fahrplan durchgeführt, müssen jedoch spätestens 30 Minuten vor der Abfahrtszeit telefonisch bestellt werden. Die Linientaxen halten an den Haltestellen des Linienwegs, auf Abschnitten der Linien 30, 31 und 34 auch an beliebigen Punkten entlang der im Linienverlauf bedienten Straßen. Für SAM-Fahrten wird der normale naldo-Verbundtarif angewandt, aus technischen Gründen sind jedoch einzelne Fahrausweisarten nicht erhältlich oder nicht gültig.
Der Tag-SAM-Verkehr wird von der in Tübingen ansässigen Firma Minicar Mietwagen GmbH im Auftrag des SVT mit PKW und Kleinbussen durchgeführt.

### Nachtverkehr
In allen Nächten betreibt der Stadtverkehr Tübingen zehn Nachtbuslinien und eine Nachttaxilinie, die zwischen 00:20 und 03:40 Uhr (in den Nächten Do/Fr, Fr/Sa, Sa/So und vor Feiertagen bis 04:40 Uhr) das Stadtgebiet sowie die Nachbarstadt Rottenburg am Neckar bedienen. Sie verkehren jeweils stündlich, wobei am Knotenpunkt Hauptbahnhof und in der Innenstadt Anschlüsse untereinander sowie zum regionalen Nachtverkehr bestehen. Die innerhalb des Stadtgebiets verkehrenden Nachtbuslinien haben meist Fahrzeiten von etwa 30 Minuten und sind jeweils in Paaren miteinander verknüpft, so dass innerhalb einer Stunde zwei oder drei Linienwege befahren werden und sich umsteigefreie Verbindungen ergeben.
| Linie                                    | Verlauf |
| ---------------------------------------- | --- |
| N88                                      | Hauptbahnhof – Brühlstraße – Derendingen Käppele – Weilheim Rathaus – Kilchberg Keltengrab – Kilchberg Bahnhof – Bühl Rathaus – Kiebingen Löwen – Rottenburg Eugen-Bolz-Platz – Rottenburg Bahnhof – Kiebingen Löwen – Bühl Rathaus – Kilchberg Bahnhof – Weilheim Kneiple – Freibad – Hauptbahnhof |
| N90 (Nachttaxilinie, nur Anmeldefahrten) | Hauptbahnhof – Lustnauer Tor – Haagtor – Bismarckturm – Westbahnhof |
| N91                                      | Hauptbahnhof – Lustnauer Tor – Pauline-Krone-Heim – Dorfstraße – Stauden – Pfrondorf Rathaus – Eichhaldenstraße – Pauline-Krone-Heim – Lustnauer Tor – Hauptbahnhof |
| N92                                      | Hauptbahnhof – Lustnauer Tor – Österberg – Lustnauer Tor – Hauptbahnhof |
| N93                                      | Hauptbahnhof – Lustnauer Tor – Im Rotbad – Schönblick – WHO Ahornweg – WHO Ulmenweg – Wanne Kunsthalle – BG Unfallklinik – Uni-Kliniken Berg – Parkhaus König – Lustnauer Tor – Hauptbahnhof |
| N94                                      | Hauptbahnhof – Lustnauer Tor – Uni-Kliniken Tal – Uni-Kliniken Berg – BG Unfallklinik – Wanne Kunsthalle – Ferd.-Chr.-Baur-Straße – Sternwarte – Weißdornweg – Sand Drosselweg – Pauline-Krone-Heim – Lustnauer Tor – Hauptbahnhof                                                                  |
| N95                                      | Hauptbahnhof – Sternplatz – Aixer Straße – Hechinger Eck – Paul-Dietz-Straße – Heinlenstraße – Moltkestraße – Hauptbahnhof |
| N96                                      | Hauptbahnhof – Jugendherberge – Gartenstraße – Dorfstraße – Pauline-Krone-Heim – Lustnauer Tor – Hauptbahnhof |
| N97                                      | Hauptbahnhof – Lustnauer Tor – Parkhaus König – Aischbachstraße – Hasenbühl – Hagellocher Weg – Hagelloch Dornäckerweg – Hagellocher Weg – Rheinlandstraße – Hauptbahnhof |
| N98                                      | Hauptbahnhof – Freibad – Hirschau Volksbank – Wurmlingen Rössle – Unterjesingen Mitte – Hasenbühl – Westbahnhof – Schwärzlocher Straße – Haagtor – Lustnauer Tor – Hauptbahnhof |
| N99                                      | Hauptbahnhof – Biesingerstraße – Rappenberg – Biesingerstraße – Hauptbahnhof |

Im Regionalbereich verkehren fünf weitere Nachtbusse. Der Tübinger Stadtverkehr bedient zusätzlich noch die neun Nachtbuslinien in Reutlingen i. A. der RSV.
Nacht-SAM
Der fahrplanmäßige Nachtbusverkehr wird durch ein Nacht-SAM bezeichnetes System an Anmeldeverkehren ergänzt, das in jeder Nacht zwischen 22 und 6 Uhr betrieben wird. Nach vorheriger telefonischer Anmeldung spätestens 30 Minuten vor der gewünschten Abfahrtszeit stellen Sammeltaxen Fahrbeziehungen zwischen fünf Sammelhaltestellen in der Innenstadt und beliebigen Punkten im restlichen Stadtgebiet her. Fahrten von der Innenstadt in die Stadtteile sind ebenso möglich wie Fahrten in der Gegenrichtung und Fahrten zwischen verschiedenen Stadtteilen.
Die Abfahrten finden an den Sammelhaltestellen in der Innenstadt, im Gebiet der Kernstadt sowie in Lustnau und Derendingen zu den Minuten .00 und .30 statt, in den Stadtteilen Bebenhausen, Bühl, Hagelloch, Hirschau, Kilchberg, Pfrondorf, Unterjesingen und Weilheim zu den Minuten .15 und .45. Da die Fahrtrouten kurzfristig entsprechend einer optimalen Auslastung geplant werden, weichen die tatsächlichen Abfahrtszeiten meist um einige Minuten von den angegebenen Zeiten ab, wobei Fahrgäste am Straßenrand auf das Eintreffen das Nacht-SAM warten müssen. Aus gleichem Grund wird außerdem nicht für alle Fahrgäste der direkte Weg befahren. Für die Benutzung des Nacht-SAM wird ein Sondertarif erhoben, der jedoch für Inhaber von Zeitkarten ermäßigt ist.
Der Betrieb des Nacht-SAM obliegt wie auch die Durchführung der am Tage verkehrenden SAM-Linien der Minicar Mietwagen GmbH, die hierfür PKW und Kleinbusse vorhält.

## Fahrzeuge

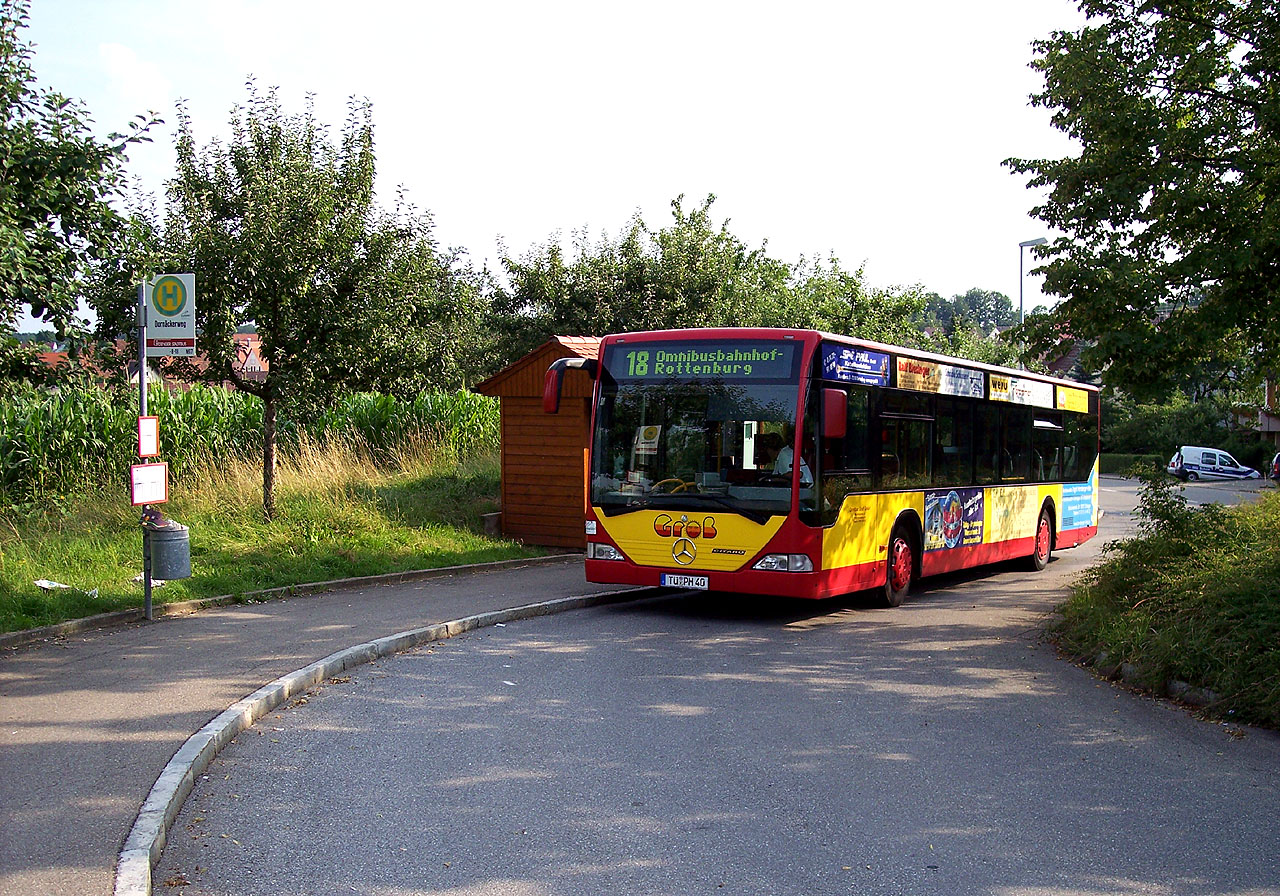
Bus der Omnibus Groß GmbH in Hagelloch

Mehr als die Hälfte der Fahrleistungen wird von der TüBus GmbH, einer Tochtergesellschaft der Stadtwerke Tübingen erbracht. Die übrigen Fahrten werden von den Firmen Omnibusverkehr Tübingen – Jakob Kocher GmbH mit Sitz in Tübingen und deren Reutlinger Tochtergesellschaft Wilhelm Lutz Omnibusverkehr GmbH sowie der ebenfalls in Tübingen ansässigen Schnaith KM-Reisen Paul Schnaith & Cie GmbH durchgeführt, die hierfür Busse in den Farben des Stadtverkehrs Tübingen vorhalten. Vor der Gründung der TüBus GmbH am 1. Januar 2011 erbrachten diese Unternehmen die gesamten Fahrleistungen des Stadtverkehrs.
Ausgenommen hiervon sind die gemeinschaftlich mit dem Stadtverkehr Tübingen betriebenen Linien der Rottenburger Omnibus Groß GmbH (Linie 18) sowie der DB ZugBus Regionalverkehr Alb-Bodensee (Linie 19). Hierfür halten diese Firmen in den Farben des Stadtverkehrs lackierte Busse vor, die jedoch zusätzlich prominent die jeweiligen Unternehmensbezeichnungen tragen und deren Innenausstattung von den übrigen Bussen des Stadtverkehrs abweicht.
Insgesamt stehen für den Stadtverkehr Tübingen ca. 70 Busse der Marken Mercedes-Benz, VDL, MAN und Volvo zur Verfügung (Stand 2017), welche alle niederflurig sind. 40 der 70 Busse werden von der TüBus GmbH betrieben. Bei der TüBus GmbH und den Privatunternehmen kommen Busse der Typen CapaCity, Citaro, VDL Citea, MAN Lion’s City, Volvo 7900 zum Einsatz.